# Frédéric Roux
Frédéric Roux (Nancy, 27 giugno 1973) è un ex calciatore francese, di ruolo portiere.

## Carriera
Nel Bordeaux e nel Lione è stato la riserva rispettivamente di Ulrich Ramé e Grégory Coupet.

## Palmarès

### Club

#### Competizioni nazionali
- Coppa di Lega francese: 1

Bordeaux: 2001-2002
- Campionato francese: 1

Lione: 2007-2008
- Coppa di Francia: 1

Lione: 2007-2008